# Функція витрат (мікроекономіка)
Функція витрат — у мікроекономіці (теорія споживання) — функція залежності мінімальних витрат споживача від цін на благо і необхідної (мінімальної) величини корисності або обсягу благ із заданою корисністю. Є грошовою оцінкою гіксового попиту.

## Формальне визначення
Двоїста задача споживача полягає у виборі такого набору благ {\displaystyle h}, щоб його корисність була не меншою від заданої корисності (корисності заданого набору {\displaystyle x}), а сукупні витрати {\displaystyle ph} були мінімальними ({\displaystyle p} — вектор цін на блага). Тобто
{\displaystyle ph\rightarrow min,\{h\in {\textbf {R}}_{+}^{n}:u(h)\geq u^{*}(x)\}}
Розв'язок цієї задачі — {\displaystyle h(p,u^{*})} — попит Гікса.
Функцією витрат {\displaystyle e(p,u^{*})} називають залежність витрат на придбання набору {\displaystyle h(p,u^{*})} від {\displaystyle p} і {\displaystyle u^{*}}, тобто:
{\displaystyle e(p,u^{*})=ph(p,u^{*})}
Оскільки розв'язок двоїстої задачі споживача досягається на межі допустимої множини, тобто {\displaystyle u(h)=u^{*}(x)}, то іноді як аргумент функції витрат використовують не значення корисності {\displaystyle u^{*}}, а споживчий набір {\displaystyle x}, корисність якого дорівнює {\displaystyle u^{*}}, тобто:
{\displaystyle e(p,x)=ph(p,u(x))}

## Властивості
За деяких слабких припущень (неокласичні неперервні переваги споживача) функція витрат є неперервною функцією і за вектором {\displaystyle p} — увігнутою (опуклою вгору), однорідною першого степеня і не спадною функцією. Крім того, можна показати, що, якщо набір {\displaystyle x} «не гірший» від набору {\displaystyle y} у сенсі нестрогого відношення переваги, то {\displaystyle e(p,x)\geqslant e(p,y)}.
Попит Гікса дорівнює частковіій похідній функції витрат за цінами (лема Шепарда).